# Tiêu chuẩn kỹ thuật
Tiêu chuẩn kỹ thuật (tiếng Anh: technical standard) là một tiêu chuẩn hoặc yêu cầu được thiết lập cho một nhiệm vụ kỹ thuật được lặp lại. Nó thường là một tài liệu chính thức thiết lập các tiêu chí, phương pháp, quy trình và thực hành kỹ thuật thống nhất. Ngược lại, một tùy chỉnh, quy ước (convention), sản phẩm của công ty, tiêu chuẩn của công ty, v.v... trở nên thường được chấp nhận và chiếm ưu thế thường được gọi là tiêu chuẩn thực tế (de facto standard).
Một tiêu chuẩn kỹ thuật có thể được phát triển một cách riêng tư hoặc đơn phương, ví dụ như bởi một công ty, cơ quan quản lý, quân đội... Các tiêu chuẩn cũng có thể được phát triển bởi các nhóm như công đoàn và hiệp hội thương mại. Các tổ chức tiêu chuẩn thường có đầu vào đa dạng hơn và thường phát triển các tiêu chuẩn tự nguyện: những điều này có thể trở thành bắt buộc nếu được chính phủ thông qua (nghĩa là thông qua luật pháp), hợp đồng kinh doanh...
Quá trình tiêu chuẩn hóa có thể bằng sắc lệnh hoặc có thể liên quan đến sự đồng thuận chính thức  của các chuyên gia kỹ thuật.

## Các loại
Các loại tiêu chuẩn kỹ thuật chính là:

## Tính khả dụng
Tiêu chuẩn kỹ thuật có thể tồn tại như: